# 풀리아주
풀리아주(이탈리아어: Regione Puglia, 그리스어: Απουλία, 알바니아어: Pulia, 프랑코프로방스어: Poulye, 라틴어: Apulia)는 이탈리아 동남부에 있는 주이다. 면적 19,345 km2, 인구 4,071,518 (2006년 기준). 주도는 바리이다. 동쪽으로 아드리아해, 동남쪽으로 에게해, 서쪽으로 타란토만에 면하고, 남쪽에는 이탈리아의 장화의 뒷굽에 해당하는 살렌토반도가 있다. 서쪽으로는 캄파니아주, 북쪽으로는 몰리세주, 서남쪽으로 바실리카타주와 접해 있다.
이탈리아반도의 남단, 지중해에 딸린 타란토만과 에게해 사이에 있는 중요한 위치에 있어 교통의 요지로 번성했고, 과거에는 찬란한 문화 유산을 남긴 곳이었으나, 근대에는 이탈리아에서 뒤떨어진 지방으로 알려져 있었고, 다른 곳으로 이주하는 주민이 많았다. 최근에는 개발 계획이 진행되면서 이탈리아의 중요한 공업 지역으로 떠오르게 되었다.
이 곳을 영어로는 아풀리아(영어: Apulia)라고 하는데, 이는 마그나 그라이키아 시대부터 이곳에 거주하던 그리스인들이 이곳을 아풀리아(그리스어: Απουλία)라고 한데서 비롯되었다. 레체현, 바리현, 브린디시현, 타란토현, 포자현, 바를레타안드리아트라니현의 6개 현이 있다. 바를레타안드리아트라니현은 2009년 신설된 현이다. 주요 도시로는 바리, 타란토, 포자, 안드리아, 레체, 바를레타 등이 있다. 바리는 남부 이탈리아의 주요 도시 중 하나이며, 제2의 도시인 타란토는 해상 교통의 요지이며, 최근에는 제철 공업의 중심지로 발달하게 되었다. 풀리아 주 내부에는 마그나 그라이키아 시기부터 거주하던 소수의 그리스인들이 있으며, 이들에 의해 사용되고 있는 소수 언어로, 그리스어의 방언인 그리코어가 있다.

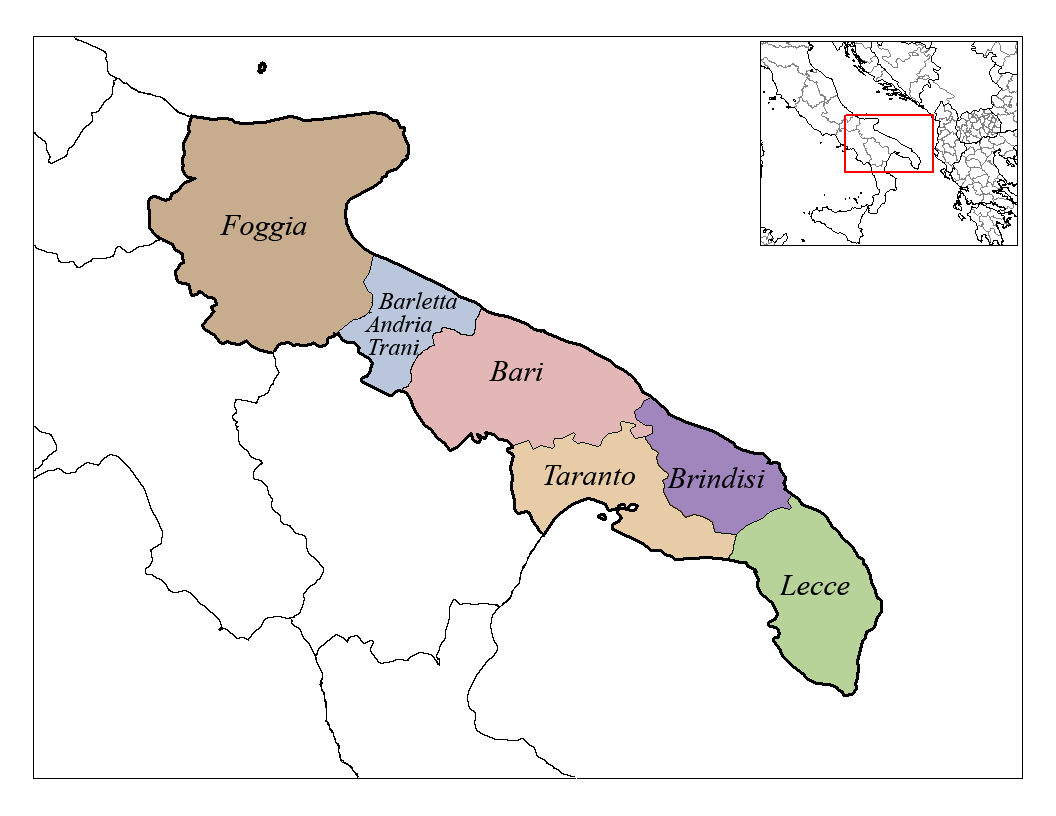
풀리아주의 현

## 인구
| 연도               | 인구      | ±%     |
| ------------------ | --------- | ------ |
| 1861               | 1,335,000 | —      |
| 1871               | 1,440,000 | +7.9%  |
| 1881               | 1,609,000 | +11.7% |
| 1901               | 1,987,000 | +23.5% |
| 1911               | 2,195,000 | +10.5% |
| 1921               | 2,365,000 | +7.7%  |
| 1931               | 2,508,000 | +6.0%  |
| 1936               | 2,642,000 | +5.3%  |
| 1951               | 3,220,000 | +21.9% |
| 1961               | 3,421,000 | +6.2%  |
| 1971               | 3,583,000 | +4.7%  |
| 1981               | 3,872,000 | +8.1%  |
| 1991               | 4,032,000 | +4.1%  |
| 2001               | 4,021,000 | −0.3%  |
| 2011               | 4,091,000 | +1.7%  |
| 2017               | 4,063,888 | −0.7%  |
| Source: ISTAT 2001 |           |        |

## 같이 보기
- 그라비나인풀리아
- 마그나 그라이키아
- 살렌토반도